# NN-71
La carretera NN‑71 es una vía colectora secundaria ubicada en el departamento de Matagalpa, que conecta el municipio de San Dionisio con comunidades rurales del este. Se utiliza para transporte agrícola y acceso a zonas cafetaleras.

## Trazado y cruces
| km   | Localidad / Punto   | Departamento | Conexión / Ruta |
| ---- | ------------------- | ------------ | --------------- |
| 0,0  | San Dionisio        | Matagalpa    | Inicio          |
| 10,5 | Comunidad San Pablo | Matagalpa    | Camino rural    |
| 18,9 | Comunidad El Ocote  | Matagalpa    | Fin de ruta     |

## Coordenadas
Uno de los tramos de la NN‑71 puede ser encontrado en las coordenadas: 13°05′02″N 85°45′40″O / 13.0839, -85.7612